# Colonia Chiapaneca Siglo XXI
Colonia Chiapaneca Siglo XXI är en ort i Mexiko.   Den ligger i kommunen Benito Juárez och delstaten Quintana Roo, i den östra delen av landet, 1 300 km öster om huvudstaden Mexico City. Colonia Chiapaneca Siglo XXI ligger 18 meter över havet och antalet invånare är 275.
Terrängen runt Colonia Chiapaneca Siglo XXI är mycket platt. Runt Colonia Chiapaneca Siglo XXI är det tätbefolkat, med 397 invånare per kvadratkilometer. Närmaste större samhälle är Alfredo V. Bonfil, 16,6 km öster om Colonia Chiapaneca Siglo XXI. I omgivningarna runt Colonia Chiapaneca Siglo XXI växer i huvudsak städsegrön lövskog.